# Love Love?
Love Love?, estilizado como LOVE♥LOVE?, es un anime japonés dirigido por Takeo Takahashi y producido por Imagin con colaboración de Studio Live. La serie es una secuela de Hit o Nerae! La serie pertenece a una trilogía, siendo esta posiblemente la última parte. Le sucede el anime The Cosmopolitan Prayers.

## Argumento
La historia se centra en Naoto Ooizumi, un acomplejado escritor y estudiante de preparatoria que está enamorado de su compañera de clases, Natsumi Yagami. Por el azar del destino, él termina trabajando como camarógrafo, documentado el proceso de la filmación del programa de televisión The Cosmopolitan Prayers donde sorpresivamente Natsumi trabaja como actriz. Pero Naoto tiene un secreto, que solo comparte con la productora Mitsuki Okuta. Que pasaría si alguien se enterara de este secreto?.

## Personajes
Naoto Ohizumi (大泉 直人 Ooizumi Naoto?)
Voz por: Mamoru Miyano
Es el personaje principal de la historia. Constantemente se encuentra en situaciones embarazosas con sus compañeras de trabajo y escuela. No había tenido suerte consiguiendo trabajo hasta que encontró The Cosmopolitan Prayers. Tiene 17 años.
Natsumi Yagami (八神 莱摘 Yagami Natsumi?)
Voz por: Miyu Matsuki
Tímida y tierna, nuestra típica heroína. A pesar de ponerle mucho empeño, no logra conseguir respeto por su actuación. Llega a ser llamada "Chica de las 17 tomas". Natsumi también se siente como un objeto sexual, y le gustaría ser tomada más en serio. Tiene 17 años. 
Youko Katsuragi (桂木 洋子 Katsuragi Youko?)
Voz por: Sanae Kobayashi
A pesar de ser considerada la mejor actriz, aún se siente amenazada por Natsumi. Está constantemente acosando a Naoto, tal vez por las mismas razones, o tal vez es solo para ganar ventaja en su carrera. Tiene 17 años. 
Hikaru Jougasaki (城ヶ崎ヒカル Jougasaki Hikaru?)
Voz por: Sayaka Ohara
Originalmente de Hokkaidō, se transfiere a la escuela de Naoto, y Natsumi, al igual que el resto. Es la más recatada del grupo, pero a la misma vez fue ella la primera en acosar(desnuda) a Naoto. Tiene 14 años. 
Sayaka Imamura (今村さやか Imamura Sayaka?)
Voz por: Mayumi Yoshida
Asertiva y desvergonzada. Siempre encuentra alguna forma de molestar a Naoto. se siente muy atraída por Naoto. Le fascina chantajearlo, ya que sabe de sus sentimientos hacia Natsumi. Tiene 14 años.
Miku Hayasaka (早坂みく Hayasaka Miku?)
Voz por: Kiyomi Asai
Siendo la menor del grupo, es la más inocente y cariñosa. Solo quiere divertirse, y lo hace de una forma muy infantil. Tiene 11 años. 
Mitsuki Ikita (生田美月 Ikuta Mitsuki?)
Voz por: Mamiko Noto
Después de muchos años trabajando para Houchiku Corporation, una industria pornográfica. Finalmente tiene la oportunidad de tener un gran debut como productora de un drama detectivesco The Cosmopolitan Prayers. Tiene 25 años.

## Medios

### Anime
Love Love? fue producida por M.O.E. y dirigida por Takeo Takahashi, con los diseños de personajes de Miwa Oshima y la música de Toshihiko Sahashi. El tema de apertura es "(LOVE)∞" por Miyu Matsuki, Sanae Kobayashi, Sayaka Ohara, Mayumi Yoshida y Kiyomi Asai, y el cierre de tema fue "Only You" por Ayano Ahane. Los nueve primeros episodios se emitieron en Sun TV y TV Kanagawa entre el 3 de mayo de 2004 y 28 de junio de 2004.

### OVA
Los episodios del 10 al 13 nunca salieron al aire, pero fue lanzados en DVD como OVAs entre el 14 de julio de 2004 y el 1 de septiembre de 2004.